# Piophila disjuncta
Piophila disjuncta är en tvåvingeart som först beskrevs av Walker 1865.  Piophila disjuncta ingår i släktet Piophila och familjen lövflugor. Inga underarter finns listade i Catalogue of Life.